# مقاطعة واين (إنديانا)
مقاطعة واين (بالإنجليزية: Wayne County, Indiana)‏ هي إحدى مقاطعات ولاية إنديانا في الولايات المتحدة. تأسست سنة 1811، بلغ عدد سكانها 68917 نسمة في عام 2010 حسب إحصاء مكتب تعداد الولايات المتحدة وتصل الكثافة السكانية فيها 68 نسمة/كم2.

## وصلات خارجية
- co.wayne.in.us
- United States Counties